# Juella
Juella es una localidad argentina en el departamento Tilcara de la provincia de Jujuy. Se encuentra 2 km al oeste de la Ruta Nacional 9, y 7 km al norte de Tilcara, sobre el valle del río Juella que desemboca sobre el río Grande de Jujuy.
Es un poblado prehispánico con yacimientos arqueológicos, antiguamente custodiado por el Pucará de Juella. Se destaca la producción de duraznos. En sus cercanías se encuentra el Huancar de Juella, una de las dunas de mayor altura, estando a 4 500 metros sobre el nivel del mar.
En 2012 sus pobladores se manifestaron contrarios a la minería a cielo abierto en la región, alertados por la posibilidad de una mina de uranio. En 2012 se inauguró una nueva red de riego para el cultivo.

## Población
Cuenta con 200 habitantes (Indec, 2010), lo que representa un incremento del 6.9% frente a los 188 habitantes (Indec, 2001) del censo anterior.
| Gráfica de evolución demográfica de Juella entre 1991 y 2010 |
|                                                              |
| Fuente: Censos nacionales del INDEC                          |

Según el censo de 2010, el índice de masculinidad era de 102 % (101 hombres y 99 mujeres).